# 1a Divisió Leibstandarte SS Adolf Hitler
1a Divisió Leibstandarte SS Adolf Hitler va ser una formació d'elit de les Waffen SS formada inicialment com una guàrdia personal armada per a Adolf Hitler. Posteriorment es va destacar com una unitat blindada especial de la Waffen-SS que va actuar en molts escenaris bèl·lics durant la Segona Guerra Mundial.

## Història prèvia.
En 1919, Hitler, en el seu desig de protegir la seva persona, es va envoltar en un començament de personatges de més alta confiança, denominada irònicament la Chauffeurezka que no eren sinó un grupet de confiança que comptava amb el xofer Julius Schreck, Julius Shaubb, Wilhelm Bruckner i Ulrich Graff.
Les SA van ser la primera resposta organitzativa en 1921 d'un grup paramilitar que defensés Hitler en els seus mítings. Aquesta força es va formar amb elements de la Freikorps, i alguns elements de la Reichswehr. Aquestes forces van ser liderades per Ernst Röhm i es disfressaven com a auxiliars policials o seccions esportives de l'exèrcit, ja que no tenien figura legal. Previ al Putsch de Múnic, en 1923, la Chauffeurezka va rebre la instrucció de buscar individus que pel seu fervor nacionalsocialista i lleialtat provada, poguessin compondre un cos paral·lel a les SA. Aquestes persones haurien de formar les Esquadres de Protecció o Schutzstaffel o organització SS. Entre aquestes persones estava Josef Dietrich qui va encapçalar al costat d'aquesta organització el Putsch, el qual va fracassar i va dur Hitler a la presó.
Després del Putsch, les SS van assumir un paper secundari mentre Hitler complia sentència, Dietrich es va veure obligat a romandre en la clandestinitat. Posteriorment, en 1925, amb l'alliberament de Hitler, les SS actuaven només quan aquest estava en qualitat d'auditor en mitines, deixant l'acció a les SA. Inicialment les va dirigir un periodista de cognom Berthold, en representació de Dietrich. En aquest mateix any, es va nomenar Erhard Eihen com a capitost de les SS. Això va tenir un mal resultat doncs una sèrie de disputes internes en les quals es va veure embolicat Gregor Strasser van acabar amb allunyar Ernst Röhm de les SA en acceptar aquest un oferiment del govern bolivià. Hitler va acomiadar de les seves funcions Eihen en 1929 i en el seu lloc va assumir el comandament un granger avícola cridat Heinrich Himmler, dotant-li amb el títol de Reichsführer.
Himmler va acostar l'aristocràcia prussiana a les SS i va tenir un notable èxit d'augmentar des de 286 membres a 300.000 en dos anys doncs va acostar estrats socials mitjans i alts, el que li va donar un status elitista a les SS.

## Creació de la Leibstandarte SS Adolf Hitler.
El 17 de març de 1933, Hitler va crear la Stabswache, una guàrdia personal i armada, disposada en unitats. Una d'elles era la Sonderkommando Berlín o comando especial per a Berlín, dirigida per Josef Dietrich amb una dotació inicial de 120 homes selectament escollits. La seva missió no només era la protecció de Hitler, sinó que també, la realització de missions tancat. Altres divisions van ser creades també, però aquesta era una divisió d'elit.
El 9 de novembre de 1933, la divisió constava ja amb 800 membres i Hitler la va rebatejar com a Leibstandarte SS Adolf Hitler, assignant-li com escut d'armes la "Clau Mestra". La idea era que aquesta divisió SS especialment, fora completament autònoma de la resta i supeditada directament a les ordres del mateix Hitler cap a Dietrich, Himmler solament seria un ens administratiu en aquest cas.

## Bateig de foc.
El juny de 1934, durant la Nit dels ganivets llargs, la Leibstandarte SS Adolf Hitler va efectuar les tasques d'eliminació de membres no desitjats, com Ernst Röhm, que havia caigut en desgràcia davant Hitler per la seva oberta hostilitat cap a la seva persona al crear-li conflictes amb la Reichswehr. Seep Dietrich i Theodor Eicke van ser els botxins de Röhm. Altres membres de les SA i subversius de les SS també van ser eliminats.
A causa dels serveis prestats en aquella jornada, Hitler va ascendir a SS-Obergruppenführer Sepp Dietrich i la divisió Leibstandarte SS Adolf Hitler comandada per ell, va rebre un tracte molt especial elevant-se-la a divisió plus de les SS. Els membres seleccionats prestaven un jurament especial cap a Hitler que deia:
-" Et prometo Adolf Hitler com Führer i Canceller del Reich, lleialtat i valor.
 Et prometo, i als quals has designat per a manar-me obediència fins a la mort.
Que Déu m'ajudi"-' 

## La diferenciació de la Wehrmacht i de les SS
Per a 1935, la Leibstandarte SS Adolf Hitler ja rondava els 2.660 membres, la instrucció de combat va començar a ser extremadament rigorosa i el seu procés de selecció àdhuc més rigorós. Això la diferenciava fonamentalment de la Wehrmacht. A més Himmler intentava separar i donar autonomia les SS per sobre la Wehrmacht, que no veia amb bons ulls la formació de tropes de combat paral·leles.
D'altra banda, Josef Dietrich va aconseguir a més de Hitler l'autonomia necessària de la mateixa organització SS, passant per sobre el mateix Himmler. La Leibstandarte SS Adolf Hitler era finançada directament amb fons estatals i no del partit, cosa que no ocorria amb la resta de les SS. A la Leibstandarte SS Adolf Hitler se'ls va proveir dels millors instructors, armes de foc, artilleria i instrucció. Va ser un fet, que Dietrich en la seva obstinació per autonomitzar aquesta unitat especial tingués rivalitats entre les altres divisions SS. No obstant això, els conflictes generats no van escindir a la Leibstandarte SS Adolf Hitler de la resta de l'organització. El que impedia la total independència era l'aprovisionament logístic. Les SS depenien de la Wehrmacht logísticament. Hitler, per a no entrar en conflictes amb la Wehrmacht les va afegir sota l'administració del mateix exèrcit com a divisions de suport, però d'altra banda, també es desitjava la completa autonomia de les seves tropes d'elit.
Per a entrenament i adoctrinament es va implementar a Bad Tölz unai acadèmia de guerra, gràcies a les iniciatives de Paul Hausser, la caserna oficial de la Leibstandarte SS Adolf Hitler va ser situat a Lichterfelde, prop a Berlín. Hausser va fer d'enllaç entre les SS i la Wehrmacht esmorteint en part els obstacles.
Per a la selecció d'individus a la Leibstandarte SS Adolf Hitler, s'exigiria una sèrie de requisits que no tots podia mostrar, fixats per Himmler: 
*Tenir el seu certificat d'arianisme degudament rubricat per la signatura de Himmler.
*L'alçària mínima era 1,78 m, si eren dos cm menys podien accedir a la Totenkopfverbände, una sub-unitat SS.
* Aptituds físiques i intel·lectuals superiors a la mitjana.
* Aparença física acord als cànons de Richard Walther Darré'' 
En general, el soldat de la Leibstandarte SS es considerava superior al soldat de la Wehrmacht tant en aptituds físiques com en capacitat militar.

## La instrucció

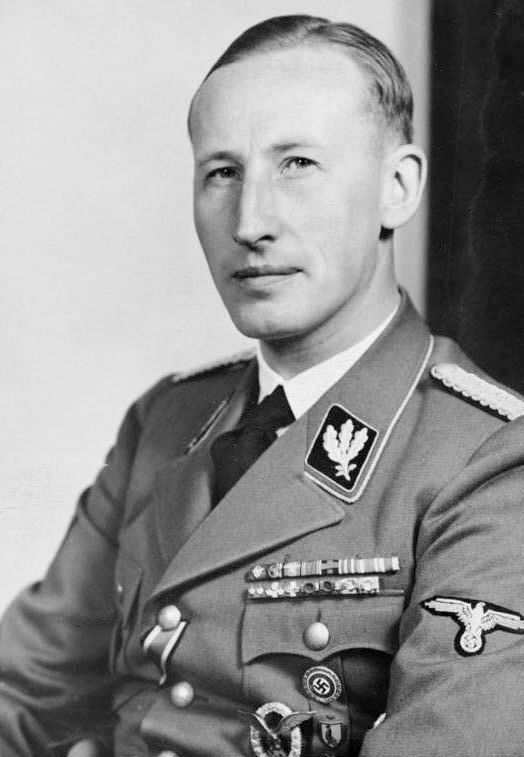
Reinhard Heydrich

Tot recluta romania en la posició de novençà fins que aprovés els cursos d'adoctrinament ideològic, d'infanteria i blindats tots en escoles SS. Els ensinistraments eren en la majoria dels casos amb foc real, i a més un soldat havia de ser capaç de col·locar una mina magnètica sobre un tanc que estigués passant sobre ell. Moltes de les tàctiques d'instrucció van ser ideades per Reinhard Heydrich. La instrucció en general era tan rigorosa com la dels famosos comandos britànics.
En el fons, aquesta política per a formar super-soldats es veia sustentada per les burles que feia inicialment les SA de Röhm a les SS com a soldats d'asfalt sense valor militar. A Bad Tölz, l'acadèmia comptava amb pista de futbol, sales de boxa, gimnasos molt complets, piscines. Els instructors eren gairebé tots campions olímpics en la seva especialitat. El curs es complementava amb entrenament en alta muntanya, assalts en platges hostils, evitar els paranys-babau i realitzar incursions com a comando en territori enemic.
La idea de Hausser, benefactor de les SS, era formar un super-soldat-atleta capaç de realitzar ràpids assalts a posicions enemigues, resoldre situacions de perill, assumir lideratges en combat i plantejar iniciatives a les seves superiors. D'altra banda, en la inculcació ideològica, l'aspirant era conscienciat a fons en el seu odi cap al jueu i al comunisme, això era essencial, car es realitzarien tasques repressives en contra de poblacions declarades enemigues de l'estat alemany. L'aspirant o novençà podia renunciar lliurement si no resistia l'entrenament, havent prestat el jurament, el vincle era indeclinable fins a la mort. De fet, durant l'entrenament s'instava per pressió psicològica que el novençà renunciés a les SS, d'aquesta manera, aquells que no podien suportar la pressió psicològica o l'entrenament físic, eren filtrats, el producte final eren supersoldats de lleialtat comprovada. Aquesta tècnica s'usava àdhuc en l'entrenament de comandos i forces especials dels EUA.

## Les primeres actuacions.
Una de les primeres accions militars de la Leibstandarte SS Adolf Hitler (LSSAH) fou el desenvolupament de l'annexió d'Àustria o Anschluss durant març de 1938, aquesta unitat es va acoblar al XVI Exèrcit, 2a Divisió de cuirassats liderades pel general tanquista Heinz Guderian. Més tard va participar en l'Ocupació dels Sudets a Txecoslovàquia, l'octubre del mateix any. Fins llavors per a la Leibstandarte SS Adolf Hitler, aquestes operacions prèvies a la Segona Guerra Mundial, eren un auntèntic passeig.

### Invasió de Polònia: La tragèdia èpica de la Pomorska
Per a finals d'agost de 1939, la Leibstandarte SS Adolf Hitler es va agrupar enfront dels passos fronterers polonesos, tot esperant resultat de l'Operació Reichsführer (veure: Reinhard Heydrich). L'1 de setembre de 1939, van passar la frontera i se'ls va assignar Krzepice, el seu primer objectiu en temps de guerra. Aquest llogaret va ser convertit en ruïnes pels seus atacants. Després de la presa d'aquest llogarret, la LSSAH va ser testimoni de la famosa Càrrega de cavalleria Pomorska on genets armats a l'antiga, van carregar sobre els tancs de Guderian. La càrrega de cavalleria no era un mostra de banal heroisme polonès, sinó que els polonesos van suposar que les unitats blindades que tenien al capdavant eren maquetes de cartró per a enganyar a l'enemic, la qual cosa va resultar mortalment fals. Després de recuperar-se els alemanys d'aquesta irreal impressió, la LSSAH va obrir primer el foc contra els genets, l'imprudent acte de valentia polonesa va acabar en una espantosa carnisseria inútil.
A Bzura, la Leibstandarte SS Adolf Hitler va executar de manera atroç a 50 jueus d'una Sinagoga. Però a les planes de Lodz, diverses unitats mecanitzades de la divisió foren empantanades i van ser escombrades per foc anticarro, es van perdre 44 vides de la selecta divisió SS. Hitler va demanar explicacions Dietrich per aquestes vides, però aquest argüí que l'exèrcit els usava com a carn de canó. Una vegada més s'entreveia la tibantor entre la Wehrmacht i les SS. Hitler aparentment no va fer cap distinció a la seva estimada LSSAH per les accions a Polònia. Després d'aquest episodi la Leibstandarte SS Adolf Hitler va ser retirada de Polònia per a rebre una nova preparació.

### Invasió d'Holanda
Durant la invasió dels Països Baixos, el maig de 1940, a la Leibstandarte li va ser assignada la presa intacta dels ponts de Deppo i Zutphen sobre el riu Ijssel, cosa que va complir amb èxit. Més tard, un dels seus batallons de motociclistes va participar en la capitulació de Rotterdam com adjunt al 9è exèrcit panzer. Després d'efectuada la capitulació, soldats de la Leibstandarte ignorants de les negociacions que es portaven a terme en aquest moment, van metrallar els soldats holandesos que marxaven a lliurar les seves armes al municipi de Rotterdam, en l'infeliç incident, el general Kurt Student, cap dels paracaigudistes alemanys quedà greument ferit en intentar detenir a viva veu el foc amic. La Wehrmacht tractà la Leibstandarte com un "grapat de bojos pel gallet".

### Invasió de França
A França, específicament a Valenciennes el Leibstandarte va donar suport les accions de Heinz Guderian i la seva 1a divisió panzer en la presa del Mont Watten vora Bolougne, però va detenir Dietrich en les seves accions, mentre esperava la confirmació de l'OKW. Després d'això, Guderian va rebre l'ordre estranya de permetre la fugida de l'exèrcit expedicionari britànic a Dunkerque. No obstant això, Josef Dietrich va ignorar aquesta ordre i va desplegar les seves forces en la presa del Mont Watten. Guderian en veure això, prengué la decisió de seguir els passos de Dietrich i donar suport les accions.
A Le Paradis, va tenir lloc altra greu actuació de la Leibstandarte i d'una altra unitat de les SS, la 3a Divisió SS Totenkopf, quan elements d'ambdues unitats van assassinar els supervivents ja rendits dels comandos britànics dels Norfolks. Totes aquestes accions no feien sinó mantenir una agra tensió pel control de la Wehrmacht sobre aquestes unitats SS, en el seu esforç per dominar la conducta deliberada dels comandants de divisions SS com Dietrich o Meyer. Posteriorment la Leibstandarte es va preparar per a l'Operació Lleó Marí, que no obstant això mai va arribar a realitzar-se.

### Invasió de la península dels Balcans
El febrer de 1941, Itàlia va envair Grècia, que a pesar de comptar amb equip molt antiquat, va assolir contenir als exèrcits italians i rebutjar-los cap a la frontera albanesa, arribant fins i tot a entrar fins a la meitat d'Albània. Benito Mussolini va sol·licitar ajuda a Hitler i aquest va enviar a les seves divisions SS a Grècia, que van assolir en tot just una setmana el que no van aconseguir les tropes italianes en mesos. Entre aquestes divisions estava la Leibstandarte SS Adolf Hitler, que participà en el Combat del pas de Klidi, on hi va patir un total de 328 baixes. Després van actuar en combats a Kastoria amb la captura d'un gran contingent enemic. Aquest va ser un dels pocs casos que la LSSAH va tractar bé amb els seus presoners.

## Operació Barbarossa
El 22 de juny de 1941, es va donar el senyal de començament de l'Operació Barbarossa, els alemanys envaïen la Unió Soviètica. La Leibstandarte va ser adscrita juntament amb la divisió SS 5a Divisió Panzergrenadier SS Wiking al 1r exèrcit panzer com a part del Grup d'Exèrcits Centre, al comandament de Gerd von Rundstedt en direcció al mar Negre-Dnièper. La valentia i gosadia dels homes de la Leibstandarte van ser objecte d'elogis per part de la Werhmacht. No obstant això aquests mateixos homes van cometre tota classe d'atropellaments en contra de la població ucraïnesa en el sector de Kíev, ja fos matant presoners de guerra, violant o sotmetent les poblacions jueves a l'acció dels Einsatzgruppen, pel que la Leibstandarte va contribuir enormement a la mala fama dels soldats SS entre l'enemic.
A Rostov, el 1r exèrcit Panzer, al costat de la Leibstandarte i la divisió Wiking fou derrotat i va haver de cedir la ciutat davant la pressió del 37è exèrcit soviètic, cosa que va costar la dimissió de Rundstedt. Mentre es desenvolupava l'operació les baixes de la Leibstandarte van començar a ser preocupants de manera que Himmler va acceptar reclutar a estrangers a les SS. Per a la primera fase (1941-1942) les baixes eren de 44.600 soldats i oficials, la meitat eren de la Leibstandarte. L'alta taxa de mortalitat es devia principalment a la valentia que demostraven els soldats de les Waffen SS en el combat, a causa del seu gran fanatisme, no igualat durant la guerra. Passat el terrible hivern de 1941-1942, les castigades unitats Das Reich, Totenkopf i Leibstandarte van ser retirades del front rus per a ser reorganitzades com a Panzergrenadier, unitats amb blindats a França, on van romandre fins a 1943. El 12 de març de 1943, la LSSAH va tenir una destacada actuació gràcies al seu jove comandant Joachim Peiper, en la recuperació de Khàrkiv.
El 17 de març del 43 juntament amb la setena companyia panzer de Von Ribenntropp, en el que Rudolph Leheman (cap d'operacions de la divisió) crida la carrera per Belgorob, la unitat més ràpida del Leibstandarte es llança juntament amb altres Kammgruppens d'altres divisions a la conquesta de l'estratègica ciutat. En plena ofensiva de Kursk i després d'una envestida de més de 600 carros de combat contra les seves posicions, el KG al comandament de Peiper (el seu batalló, una companyia panzer i diverses peces autopropulsades anticarro i stugs), resisteix i fa fugir als russos en un dels xocs més potents en mitjans cuirassats de la guerra.
Després de Kursk les unitats Leibstandarte es retiraven a Itàlia on diversos successos en contra drets humans enterboleixen el full de serveis d'aquesta divisió, després d'aquestes actuacions (Pas de Kriti), la LSSAH és retornada a combatre a l'URSS. El 20 de Novembre després d'estar una vegada més la divisió ja instal·lada en el front rus, el comandant del regiment panzer de la unitat és mort per l'explosió d'un obús de 155 mm. Teddy Wish, general al comandament de la divisió, dona el major poder d'atac d'aquesta al jove oficial alemany Joachim Peiper que per aquell temps tenia una edat de 30 anys. Més de 300 vehicles cuirassats i carros de combat són posats sota els seus ordres, el seu antic batalló al seu torn també està per dir-lo d'alguna manera sota el seu comandament. En 1944, el Leibstandart intervé en l'alliberament de les divisions Wiking i del Gruppe Stemmermann en el Cèrcol de Korsun-Txerkassi l'acció del qual permet l'escapi d'importants forces alemanyes de Erich von Manstein que van ser envoltades i aixafades per les forces russes al comandament de Konev i Vatutin; no obstant això, es van perdre gairebé 55.000 soldats alemanys i es van capturar entre 11.000 i 18.000 soldats germans, milers van morir assassinats a pesar d'haver-se rendit.

## Front Occidental (darreres actuacions)
Posteriorment la LSSAH és enviada a col·laborar en la defensa de Normandia després del desembarcament aliat del 6 de juny de 1944. La LSSAH, a pesar d'estar molt delmada, aporta eficaçment en la contenció en alguns llocs de França realitzant notables proeses militars. Allí la LSSAH canvia el seu nom a 6è Exèrcit Cuirassat, a les ordres del general de les SS Josef "Sepp" Dietrich. Unitats d'aquest exèrcit es veuen involucrades en la Matança de Malmedy, on participa Joachim Peiper. Finalment, la Leibstandarte finalitza les seves accions com grup de combat en l'Ofensiva del Llac Balatón en 1945. No hi ha antecedents precisos que indiquin si alguns membres van participar en l'Operació Greif liderada per Otto Skorzeny. Restes d'aquesta unitat combatrien en la batalla de Berlín i voltants i després es lliurarien als americans.